# Landschaftsschutzgebiet Wiembecke

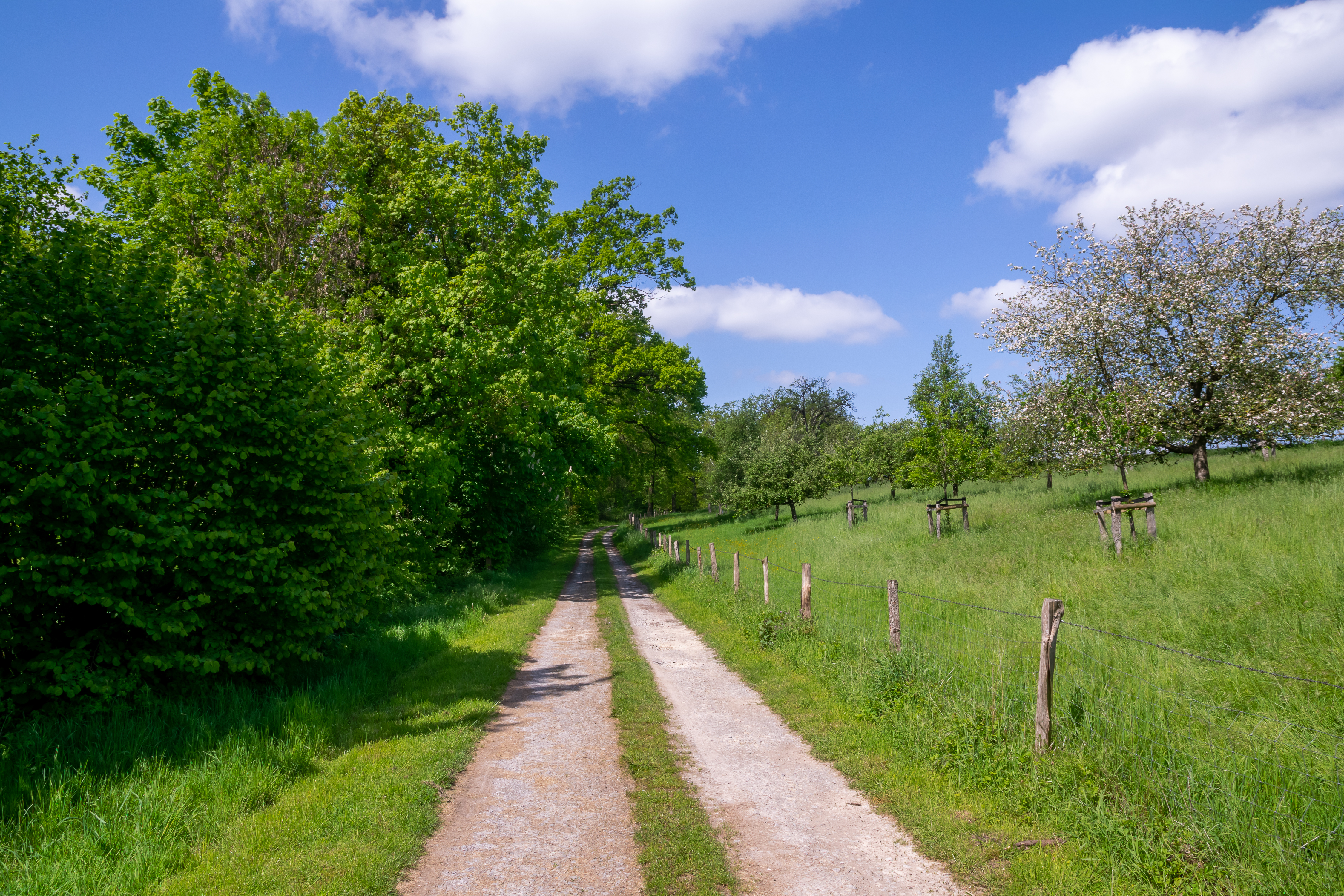
Landschaftsschutzgebiet Wiembecke

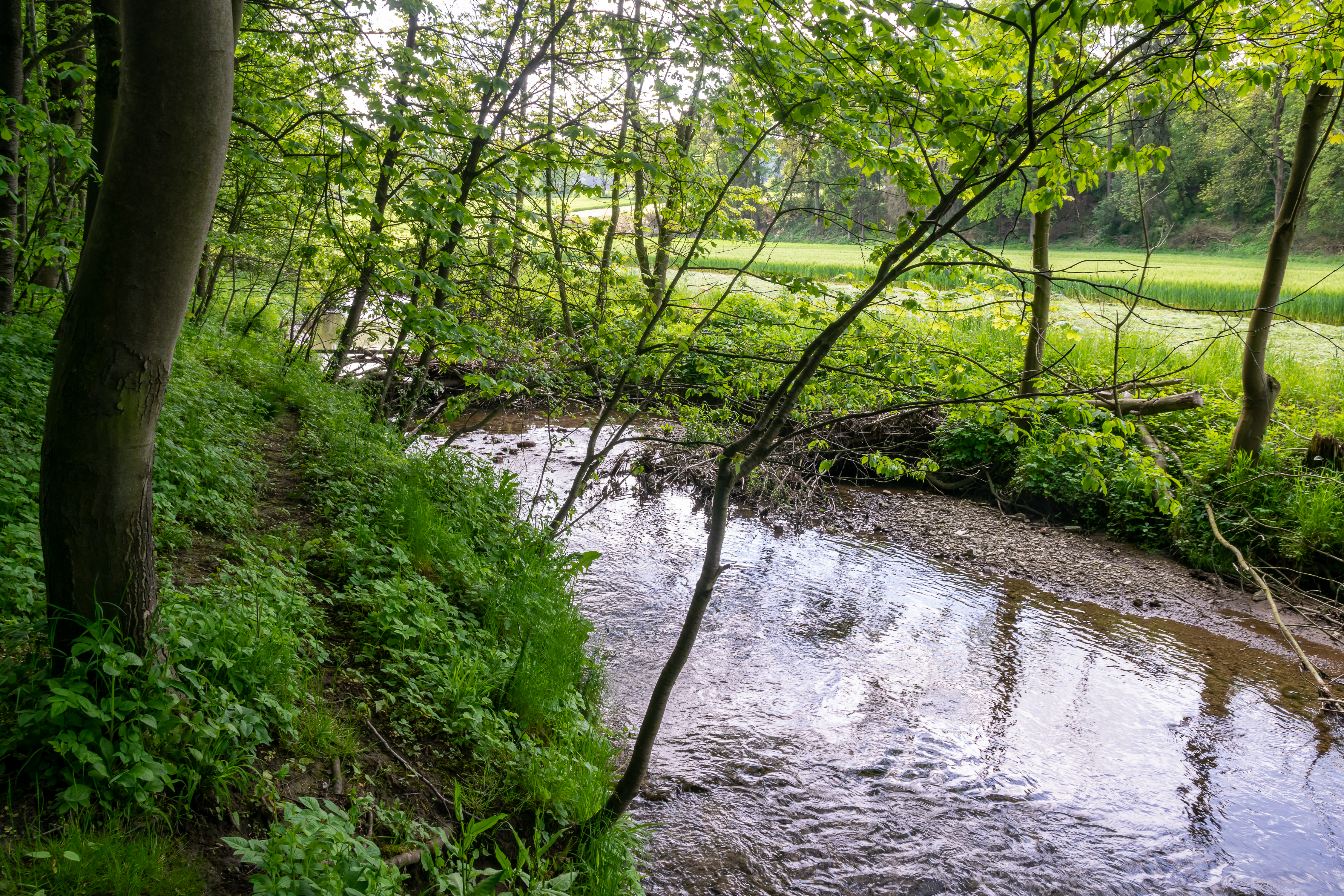
Bach Wiembecke

Das Landschaftsschutzgebiet Wiembecke mit etwa 17 ha Flächengröße liegt im Stadtgebiet von Detmold östlich von Heiligenkirchen. Es wurde 2006 mit dem Landschaftsplan Detmold durch den Kreistag des Kreises Lippe als Landschaftsschutzgebiet (LSG) ausgewiesen.

## Beschreibung
Das LSG umfasst einen 1000 m langen Abschnitt der Wiembecke. Die Wiembecke hat eine Breite von acht Metern. Der Bach hat eine steinige Bachsohle und eine hohe Fließgeschwindigkeit. Der Lauf der Wiemecke ist begradigt. Am Südufer steht eine alte Pappelreihe. An der Böschung oberhalb des Nordufers stocken neben der Pappel auch Esche, Bergahorn, Erle und einige alte Eichen. Im westlichen Bereich der Wiemecke stehen junge Kopfweiden am Ufer. Am Hang liegt eine Magerwiese, auf der auch ältere Obstbäume stehen.

## Schutzzwecke für das LSG
Laut Landschaftsplan erfolgte die Ausweisung des LSG
- „zur Erhaltung und Wiederherstellung der Leistungsfähigkeit des Naturhaushaltes in ökologisch besonders wertvoll strukturierten Bereichen mit Wasser-, Klima- und Biotopschutzfunktionen,“
- „zur Erhaltung und Wiederherstellung von Quellbereichen und naturnahen Fließgewässern, Wald- und Grünlandbereichen unterschiedlicher Feuchtestufen, Feldgehölzen, Hecken und Obstwiesen,“
- „zur Erhaltung morphologisch ausgeprägter Bereiche zur Sicherung der landschaftlichen Eigenart und Vielfalt für die Erholung,“
- „zur Erhaltung wertvoller Biotopkomplexe aus Wald-Grünlandbereichen, Fließgewässern und Quellen sowie Biotopen nach § 62 LG mit wichtigen Refugial-, Puffer-, Trittstein- und Vernetzungsfunktionen,“
- „zur Erhaltung und Wiederherstellung wichtiger Rückzugsräume für die bedrohte Tier- und Pflanzenwelt,“
- „zur Sicherung der das Orts- und Landschaftsbild gliedernden und belebenden und die dörflichen Siedlungsstrukturen prägenden Freiraumelemente.“[1]

## Rechtliche Vorschriften
Im Landschaftsschutzgebiet ist unter anderem das Errichten von Bauten und Fischteichen verboten. Grün- und Brachland darf nicht in eine andere Nutzungsart umgewandelt oder umgebrochen werden.